# Nicolas Seiwald
Nicolas Seiwald (Kuchl, Austria, 4 de mayo de 2001) es un futbolista austríaco que juega como centrocampista en el R. B. Leipzig de la Bundesliga alemana.

## Trayectoria
Comenzó su carrera en 2009 en la cantera del Red Bull Salzburgo. Hizo su debut profesional jugando para el equipo de reserva del Salzburgo, el F. C. Liefering, contra el WSG Tirol el 24 de mayo de 2019.

Debutó con el Red Bull Salzburgo el 21 de noviembre de 2020 cuando fue titular contra el SK Sturm Graz.
En febrero de 2023 el R. B. Leipzig anunció su incorporación hasta 2028 a partir de la siguiente temporada.

## Selección nacional
Ha representado a Austria en varias categorías inferiores. El 12 de noviembre de 2021 debutó con la absoluta en un partido de clasificación para el Mundial 2022 ante Israel.

### Participaciones en Eurocopas
| Copa          | Sede     | Resultado        | Partidos | Goles |
| ------------- | -------- | ---------------- | -------- | ----- |
| Eurocopa 2024 | Alemania | Octavos de final | 4        | 0     |

## Estadísticas

### Clubes
Actualizado al último partido disputado el 5 de noviembre de 2024.
| Club                         | Div.          | Temporada     | Liga  | Liga  | Liga   | Copas nacionales | Copas nacionales | Copas nacionales | Copas internacionales | Copas internacionales | Copas internacionales | Total | Total | Total  |
| Club                         | Div.          | Temporada     | Part. | Goles | Asist. | Part.            | Goles            | Asist.           | Part.                 | Goles                 | Asist.                | Part. | Goles | Asist. |
| ---------------------------- | ------------- | ------------- | ----- | ----- | ------ | ---------------- | ---------------- | ---------------- | --------------------- | --------------------- | --------------------- | ----- | ----- | ------ |
| F. C. Liefering · Austria    | 2.ª           | 2018-19       | 3     | 0     | 0      | —                | —                | —                | —                     | —                     | —                     | 3     | 0     | 0      |
| F. C. Liefering · Austria    | 2.ª           | 2019-20       | 23    | 3     | 4      | —                | —                | —                | —                     | —                     | —                     | 23    | 3     | 4      |
| F. C. Liefering · Austria    | 2.ª           | 2020-21       | 11    | 2     | 2      | —                | —                | —                | —                     | —                     | —                     | 11    | 2     | 0      |
| F. C. Liefering · Austria    | Total club    | Total club    | 37    | 5     | 6      | 0                | 0                | 0                | 0                     | 0                     | 0                     | 37    | 5     | 6      |
| Red Bull Salzburgo · Austria | 1.ª           | 2020-21       | 15    | 0     | 1      | 3                | 0                | 0                | 0                     | 0                     | 0                     | 18    | 0     | 1      |
| Red Bull Salzburgo · Austria | 1.ª           | 2021-22       | 32    | 0     | 8      | 5                | 1                | 0                | 10                    | 0                     | 1                     | 47    | 1     | 9      |
| Red Bull Salzburgo · Austria | 1.ª           | 2022-23       | 31    | 3     | 2      | 4                | 0                | 1                | 8                     | 1                     | 0                     | 43    | 4     | 3      |
| Red Bull Salzburgo · Austria | Total club    | Total club    | 78    | 4     | 11     | 12               | 1                | 1                | 18                    | 1                     | 1                     | 108   | 5     | 13     |
| R. B. Leipzig · Alemania     | 1.ª           | 2023-24       | 21    | 0     | 2      | 2                | 0                | 0                | 4                     | 0                     | 0                     | 27    | 0     | 2      |
| R. B. Leipzig · Alemania     | 1.ª           | 2024-25       | 5     | 0     | 0      | 1                | 0                | 0                | 3                     | 0                     | 0                     | 9     | 0     | 0      |
| R. B. Leipzig · Alemania     | Total club    | Total club    | 26    | 0     | 2      | 3                | 0                | 0                | 7                     | 0                     | 0                     | 36    | 0     | 2      |
| Total carrera                | Total carrera | Total carrera | 141   | 8     | 19     | 15               | 1                | 1                | 25                    | 1                     | 1                     | 181   | 10    | 21     |

## Palmarés

### Títulos nacionales
| Título                | Club               | País     | Año  |
| --------------------- | ------------------ | -------- | ---- |
| Copa de Austria       | Red Bull Salzburgo | Austria  | 2021 |
| Bundesliga            | Red Bull Salzburgo | Austria  | 2021 |
| Bundesliga            | Red Bull Salzburgo | Austria  | 2022 |
| Copa de Austria       | Red Bull Salzburgo | Austria  | 2022 |
| Bundesliga            | Red Bull Salzburgo | Austria  | 2023 |
| Supercopa de Alemania | R. B. Leipzig      | Alemania | 2023 |